# Allan Nørregaard
Allan Nørregaard Christensen (Kolding, 19 de marzo de 1981) es un deportista danés que compite en vela en las clases 49er y Nacra 17. 
Participó en dos Juegos Olímpicos de Verano, en los años 2012 y 2016, obteniendo una medalla de bronce en Londres 2012, en la clase 49er (junto con Peter Lang).
Ganó una medalla de bronce en el Campeonato Mundial de 49er de 2012 y una medalla de plata en el Campeonato Europeo de 49er de 2012. También obtuvo una medalla de plata en el Campeonato Mundial de Nacra 17 de 2016 y una medalla de plata en el Campeonato Europeo de Nacra 17 de 2015.

## Palmarés internacional
| Juegos Olímpicos   | Juegos Olímpicos        | Juegos Olímpicos  | Juegos Olímpicos |
| Año                | Lugar                   | Medalla           | Clase            |
| ------------------ | ----------------------- | ----------------- | ---------------- |
| 2012               | Londres (Reino Unido)   | Medalla de bronce | 49er             |
| Campeonato Mundial |                         |                   |                  |
| Año                | Lugar                   | Medalla           | Clase            |
| 2012               | Zadar (Croacia)         | Medalla de bronce | 49er             |
| Campeonato Europeo |                         |                   |                  |
| Año                | Lugar                   | Medalla           | Clase            |
| 2012               | Riva del Garda (Italia) | Medalla de plata  | 49er             |

| Campeonato Mundial | Campeonato Mundial          | Campeonato Mundial | Campeonato Mundial |
| Año                | Lugar                       | Medalla            | Clase              |
| ------------------ | --------------------------- | ------------------ | ------------------ |
| 2016               | Clearwater (Estados Unidos) | Medalla de plata   | Nacra 17           |
| Campeonato Europeo |                             |                    |                    |
| Año                | Lugar                       | Medalla            | Clase              |
| 2015               | Barcelona (España)          | Medalla de plata   | Nacra 17           |